# Le tasche piene di sassi (Giorgia)
Le tasche piene di sassi è un singolo della cantautrice italiana Giorgia, cover del brano di Jovanotti Le tasche piene di sassi, pubblicato il 12 ottobre 2018 come primo singolo estratto dal primo album di cover Pop Heart.

## Descrizione
Il brano è stato descritto dalla cantante come «tra le più difficili» da reinterpretare, poiché «dovevo trovare una strada che in realtà non dovevo trovare, ma dovevo semplicemente seguire il testo, eppure ci ho messo un po' a mettere a fuoco questa cosa». In una intervista a Radio Italia la cantante ha raccontato la decisione di realizzare la cover:

## Video musicale
Il videoclip è stato pubblicato il 30 ottobre 2018 sul canale Vevo-YouTube della cantante.

## Classifiche
| Classifica (2018)         | Posizione massima |
| ------------------------- | ----------------- |
| Italia                    | 42                |
| Italia (airplay)          | 8                 |
| Italia (airplay italiane) | 4                 |
| Italia (airplay TV)       | 19                |